# Monstre-Quadrille
Die Monstre-Quadrille ist eine Quadrille der Brüder Johann und Josef Strauss. Sie wurde am 13. Februar 1860 im Sofienbad-Saal in Wien erstmals aufgeführt.